# Lacuna
Lacuna is een geslacht van weekdieren uit de klasse van de Gastropoda (slakken).

## Soorten
- Lacuna carinifera A. Adams, 1853
- Lacuna cleicecabrale Barros, 1994
- Lacuna crassior (Montagu, 1803)
- Lacuna decorata A. Adams, 1861
- Lacuna latifasciata A. Adams, 1863
- Lacuna lepidula A. Adams, 1863
- Lacuna lukinii (Golikov & Gulbin, 1978)
- Lacuna marmorata Dall, 1919
- Lacuna minor (Dall, 1919)
- Lacuna orientalis (Golikov & Gulbin, 1985)
- Lacuna pallidula (da Costa, 1778)
- Lacuna parva (da Costa, 1778)
- Lacuna porrecta Carpenter, 1864
- Lacuna pumilio E. A. Smith, 1890
- Lacuna reflexa Dall, 1884
- Lacuna setonaikaiensis (Habe, 1958)
- Lacuna smithii Pilsbry, 1895
- Lacuna succinea Berry, 1953
- Lacuna turneri (Dall, 1886)
- Lacuna turrita A. Adams, 1861
- Lacuna uchidai (Habe, 1953)
- Lacuna unifasciata Carpenter, 1856
- Lacuna vaginata (Dall, 1918)
- Lacuna variegata Carpenter, 1864
- Lacuna vincta (Montagu, 1803)